# Stefan Löw (Politiker, 1962)
Stefan Löw (* 1962) ist ein deutscher Politiker (SPD). Seit 2022 ist er Abgeordneter im Landtag des Saarlandes.

## Leben
Stefan Löw ist Ortsvorsteher von Wiesbach, einem Ortsteil von Eppelborn. Seit 2019 amtiert er als Fraktionssprecher im Gemeinderat von  Eppelborn. Bei der Landtagswahl im Saarland 2022 erhielt er im Wahlkreis Neunkirchen ein Abgeordnetenmandat für den Landtag des Saarlandes.